# ClearSale
A ClearSale é uma empresa de soluções antifraude e score de crédito, que equilibra tecnologia e inteligência humana, e que mais conhece o comportamento do consumidor digital brasileiro, com mais de 98,4% CPFs conhecidos. . 
Brasileira e fundada em 2000, a empresa conta com escritórios em quatro países (Brasil, México, Estados Unidos e Austrália), e soma mais de 3500 funcionários .
Trabalhando com empresas de comércio eletrônico , bem como com mercado financeiro, venda direta, telecomunicações e seguros, a ClearSale tem mais de seis mil clientes, e entre os principais nomes se encontram Magazine Luiza, Submarino, Extra, Oi, Vivo e Santander .

## História
A ClearSale foi fundada em 2000 pelo ex-atleta olímpico Pedro Chiamulera., que desenvolveu um projeto para mitigar a fraude em um grande e-commerce brasileiro, e teve na construção de sua base de dados a chave para o sucesso.
Em janeiro de 2008, a ClearSale fez uma parceria com a Quova para usar os dados de geolocalização da Internet da Quova para a plataforma de detecção de fraudes da ClearSale.
Em 2012, a empresa expandiu suas ações para além do e-commerce e começou atuar no mercado financeiro, de seguros, telecomunicações, companhias aéreas e vendas diretas, desde a validação cadastral e autenticação de usuários, passando, inclusive, por atribuição de score de crédito, até a validação no transacional das empresas destes setores, se tornando, então, um dos principais players no combate a fraudes do Brasil.
Em seguida, inaugurou seu primeiro escritório em Miami (EUA), atuando fortemente no e-commerce da região. Atualmente, a ClearSale também tem bases na Austrália e no México.
Em julho de 2021, a empresa estreou na Bolsa brasileira (B3).
·        2000: Pedro Chiamulera, ex-atleta olímpico e fundador da ClearSale, vende o primeiro software antifraude do Brasil, ainda como o nome Antifraude.net, para a B2W Companhia Global de Varejo, em sua bandeira Submarino;
·        2004: Pedro Chiamulera convida o Dr. Bernardo Lustosa, atual CEO da ClearSale, para se juntar à empresa e implementar seus modelos de Inteligência Artificial para melhorar o processo de separação dos pedidos. De acordo com Pedro, é um dos grandes momentos da empresa;
·        2005: Construção de uma base única de mercado para identificar e monitorar os golpes dos fraudadores. Surgia, neste momento, a primeira plataforma de gestão de risco com score da ClearSale, e uma base única de mercado no modelo comercial SaaS (Software as a Service);
·        2008: A companhia passa a oferecer mais do que a ferramenta de segurança, entregando também a decisão sobre aprovação ou reprovação de pedidos, e deixa o combate a fraudes de seus clientes sob sua própria responsabilidade. Aqui, nasce o Total ClearSale, produto até hoje é considerado o carro-chefe da empresa;
·        2013: A empresa expande suas ações de prevenção e combate a fraudes para além do e-commerce, em setores como telecom, bancos, seguradoras, mercado financeiro, vendas diretas etc;
·        2015: Início da expansão internacional, com um escritório em Miami (EUA), atuando no e-commerce do país;
·        2019: Lançamento do Data Trust, produto desenvolvido para a validação inteligente de cadastros e para o onboarding seguro de clientes em verticais de negócios como bancos, fintechs, imobiliárias, vendas diretas porta a porta e outros mercados. O Data Trust ajudou a ClearSale a atuar além da fraude de cartão de crédito no comércio eletrônico;
·        2020: Novos produtos lançados: com o anúncio e início das operações do Pix, novo arranjo de pagamentos instantâneos do Banco Central, a ClearSale juntou todo o conhecimento de segurança no mercado financeiro para construir, junto à CIP (Câmara Interbancária de Pagamentos), o SecHub, uma plataforma antifraude exclusiva para o Pix, que pode ser usado ou não no âmbito do e-commerce. Neste momento também foi lançado o ThreatX, iniciativa do hub de inovação, que oferece soluções de antiphishing, takedown, identificação de fraudes e vazamento de dados para reduzir a exposição das marcas e seus clientes a ataques fraudulentos, principalmente nas redes sociais.
·        2021: a empresa conclui a abertura de capital na bolsa e anuncia um rebranding completo, desde o conceito até o posicionamento, passando por identidade visual, tom de voz e estratégia de comunicação.
·        2022: ClearSale anuncia, no início de 2022, as suas primeiras aquisições. A primeira deles, Beta Learning, por R$40,1 milhões, em modelo acqui-hiring, com foco em absorver os profissionais. Na sequência, a ChargebackOps, por US$ 3,6 milhões – essa focada na operação internacional e buscando consolidar a presença no cenário internacional e complementar o portfólio de produtos que da companhia.

## Soluções Antifraude
Em 2012, a ClearSale expandiu suas ações de prevenção e combate a fraudes para além do e-commerce, atuando também no mercado financeiro, de seguros, telecomunicações, cias aéreas e vendas diretas, desde a validação cadastral e autenticação de usuários, passando, inclusive, por atribuição de score de crédito, até a validação no transacional das empresas destes setores.

## Expansão internacional
Alguns anos depois, especificamente em 2015, a ClearSale iniciou a sua expansão internacional com um escritório em Miami (EUA), atuando no setor de e-commerce do país. Desde então, o crescimento nos EUA tem sido exponencial, e, atualmente, a empresa, apesar de brasileira, também tem sedes no México e na Austrália, analisando transações de mais de 150 países e conhecendo o comportamento de compra de consumidores no mundo todo.

## Abertura IPO
Em 30 de julho de 2021, a ClearSale (ticker CLSA3) concluiu sua oferta pública inicial (IPO) na B3. A cerimônia foi realizada na sede da B3, localizada no centro de São Paulo, e contou com a participação de Pedro Chiamulera (fundador da companhia), Bernardo Lustosa (CEO) e de Gilson Finkelsztain (CEO B3), além de outros executivos da ClearSale.
A oferta arrecadou R$ 1,3 bilhão em receita, tornando a companhia um unicórnio no momento da abertura de capital na bolsa.
Por fim, vale lembrar que o Banco Itaú BBA atuou como coordenador líder no IPO da ClearSale, com o Bank of America, BTG Pactual e o Santander atuando como coordenadores de oferta.

## Rebranding
Após ter concluído o processo de abertura de capital, a empresa assumiu um novo momento e divulgou seu rebranding completo ao mercado, desde o conceito até o posicionamento, passando por identidade visual, tom de voz e estratégia de comunicação.
Contando com a participação de duas agências, a companhia mostra reposicionamento global e como está presente na vida das pessoas diariamente. 

## Hub de inovação
Em setembro de 2021, a ClearSale apresentou oficialmente ao mercado o hub de inovação da empresa e as novas ferramentas tecnológicas para soluções antifraude, como a Plataforma Datatrust, além de outras grandes novidades.

Intitulado Explore, o objetivo do hub é reforçar a importância de uma área totalmente dedicada às novas ideias e ao desenvolvimento de tecnologias por meio da expertise da companhia em oferecer soluções antifraude e de cibersegurança para diferentes ramos. Deste eixo, inclusive, já saíram produtos, como o Business Trust e o ThreatX.